# The BPM Festival
Pour les articles homonymes, voir BPM.
The BPM Festival est un festival de musique électronique se déroulant à Playa del Carmen au Mexique depuis 2008. Il dure dix jours sans interruption, regroupant plus de 35 000 personnes chaque année.

## Histoire

### Description
Le BPM Festival est un festival annuel de musique électronique, fondé par Craig Pettigrew, qui se tient à Playa del Carmen, au Mexique, pendant dix jours et une nuit. BPM, qui signifie Bartenders, Promoters, Musicians, est fondé en 2008 comme un rassemblement de professionnels de l'industrie après le Nouvel an et est devenu un rassemblement mondial de plus de 70 000 DJ, producteurs, fêtards et professionnels de l'industrie, avec plus de 400 DJ et plus de 80 événements. Les soirées BPM se déroulent de jour comme de nuit à Playa del Carmen, une pittoresque ville balnéaire qui s'étend sur des kilomètres de plages de sable blanc et d'eaux turquoise étincelantes sur la Riviera Maya. Le programme est divisé en showcases de jour et de nuit organisés par différents labels et promoteurs, dans divers lieux de Playa del Carmen, y compris des clubs de plage, des boîtes de nuit et même un restaurant underground,,, dont DIYNAMIC, elrow, ENTER.., Innervisions, Life and Death, Paradise, SCI+TEC et bien d'autres encore.

### Fusillade de 2017
Le 16 janvier 2017, quatre personnes sont tuées et quinze autres blessées par un « tireur isolé » lors d'un événement de clôture du festival dans la boîte de nuit Blue Parrot où jouait Seth Troxler. Une femme est également décédée dans la bousculade qui a suivi la fusillade. Les organisateurs ont identifié trois des victimes tuées comme faisant partie du personnel de sécurité du festival. L'image d'un narcomanta revendiquant l'attentat, laissé par le cartel de la drogue Los Zetas, a circulé après la fusillade. Le message contenait des références spécifiques à BPM et à Philip Pulitano, déclarant qu'ils « n'avaient pas fait la queue », et contenait également des menaces contre des gangs rivaux. Bien que les autorités n'aient pas encore établi de lien entre les fusillades et Los Zetas, une personne au fait du dossier a déclaré à CBC News que l'attaque pourrait être le résultat du non-respect des exigences du gang,,. Après la fusillade, il est rapporté que les organisateurs étaient entrés dans la clandestinité.
Le 16 janvier 2017, la maire Cristina Torres Gómez déclare dans El Universal que la position de la ville était de ne plus autoriser les organisateurs de BPM à y organiser des événements. Maria Helena Mata Pineda, présidente du Conseil de coordination des entreprises de Riviera Maya, appelle à l'interdiction de tous les événements de musique électronique dans la région, déclarant : « Nous ne voulons plus de BPM ici, ni d'aucun autre événement similaire. Nous n'en voulons pas et nous remercions les autorités qui nous écoutent,. » Le 24 janvier 2017, les organisateurs publient leur première déclaration officielle concernant la fusillade, indiquant que 14 des 15 participants blessés étaient sortis de l'hôpital. Les organisateurs déclarent également que les informations attribuant la fusillade à l'activité des cartels étaient « basées sur des rumeurs et des informations erronées provenant de sources non identifiée. »

### Délocalisation au Portugal
Les organisateurs annulent les futurs événements au Mexique alors qu'ils envisagent de déplacer le festival au Brésil ou au Portugal,. Les organisateurs annoncent en avril 2017 que leur prochain festival se tiendrait à Praia da Rocha, au Portugal, en septembre de la même année,.
Le festival suivant a lieu du 20 au 23 septembre 2018 à Portimão, avec des artistes parmi lesquels : Craig Richards, Joseph Capriati, Octave One, Patrick Topping, et d'autres encore. L'édition 2019 a lieu du 12 au 15 septembre à Portimão, avec Laurent Garnier, Paco Osuna, Loco Dice et Stefan Bodzin en concert.